# تيم براون (سياسي)
تيم براون (بالإنجليزية: Tim Brown)‏ هو سياسي أمريكي، ولد في 29 مايو 1956 في بلومنجتون في الولايات المتحدة. حزبياً، نشط في الحزب الجمهوري. وقد انتخب عضو مجلس نواب إنديانا.